# Simon Pichler
Wolfgang Pichler (* 15. Februar 1956 in Graz; Pseudonym: Simon Pichler) ist ein österreichischer Kabarettist.

## Leben
Pichler studierte nach der Matura Medizin. Nebenher spielte er in Laienspielgruppen. Erste Kabaretttexte entstanden für das Medizinerkabarett „Der scharfe Löffel“.
Ab 1978 war er Leadsänger und Texter der „Beinhart-Rockbande Fut“, dann bei „ÖMÖ, die Rocksau“; Auftritte, die ihm Auftrittsverbote und Polizeistrafen einbrachten. Der Zivildienst beendete seine Musikerkarriere.
Im Jahr 1984 erschien das Buch: „Die politische Zukunft Österreichs in Reportaschn, Interviews und Schulaufsätzen“ im Eigenverlag.
Aus szenischen Lesungen wurden die ersten kabarettähnlichen Darbietungen, das Programm „Der letzte Hippie“. Damit begann eine bis heute andauernden Zusammenarbeit mit Leo Lukas.
Seit 1994 ist er Organisator des „Grazer Kleinkunstvogel“, der größten Nachwuchsveranstaltung des deutschen Sprachraums.
In den Jahren 2006/7 und 2008/9 hatte er die schauspielerische Leitung bei „kunst.werk“ inne, einem Projekt für arbeitslose Jugendliche von AMS, Land Steiermark und Europäischem Sozialfonds. Außer Auftritten und schriftstellerischer Arbeit bietet Pichler zahlreiche Workshops an, viele davon an Schulen.
Seit 2003 ist er mit Christine Barwick verheiratet. Er hat zwei erwachsene Kinder.
Im Vorfeld zur Wahl des Nationalrates 2008 unterstützte er das Wahlbündnis Linke. Mit insgesamt 2.138 Stimmen (0,044 %) verfehlte es jedoch den Einzug in den Nationalrat klar.

## Kabarettprogramme
- „Der letzte Hippie“, 1984
- „Mein deppensicheres Erfolgsprogramm“ 1985
- „Freibier und 23 andere Wege zum unzerstörbaren Glück“ mit Leo Lukas, 1985
- „Klein-aber-gemein-Kunst“, Regie Hans Fraeulin, 1987
- „Freibier Part Two“ mit Leo Lukas, 1988
- „Das Kabarett Ihrer Träume“, mit Berndt Luef (Vibrafon, Perc.), 1989
- „Simon Pichler's Stinkerts Ding“, 1990
- „Frauen verfolgen uns durchs Leben“, mit Stefan Oser (Gitarre), 1992,
- „Die Getupften“ mit Stefan Oser (Gitarre), 1994 Regie Leo Lukas
- „Limbo“ mit Stefan Oser (Gitarre), 1995 Regie Leo Lukas
- „Mönche mögen's öd“, mit Stefan Oser (Gitarre), 1997
- „Los Tabulos“, konzertant (mit Stefan Oser, Adolpho Alvarez, Robbie Stützle, Gerhard Steinrück) 1999
- „Wutzi-Wutzi“, mit Robbie Stützle (Keyboard, Akkordeon, Gitarre, Perkussion) 2000
- „Arbeit tut so weh“ mit Robbie Stützle 2002
- „Der letzte Universalgestörte“ mit Robbie Stützle 2004
- „Die Galanacht des Schüttelreims“ mit Ludwig Müller, Christoph Krall, Leo Lukas, Johannes Widi, Thomas Merk, Balasz Schallenberg, Günther Paal (Gunkl) und Lonnie Orgler seit 2005
- „Nackte zahlen“ mit Leo Lukas, seit September 2010
- „Die Kriminelle Energie“ mit Leo Lukas, seit September 2012
- „Die blauen Engel“. Seit 1986 alljährlich, hauptsächlich zur Weihnachtszeit zusammentreffende Partie, Stammbesetzung (mit Abweichungen): Leo Lukas, Berndt Luef, Irene S., Teresa Lukas, Christoph Wundrak, Reinhold Kogler, Gerhard Steinrück, Simon Pichler.
- „Fremde (teeren und) Federn“, Leo Lukas & Simon Pichler (2017)

## Stücke
- „Die Schwänzerin im Turm“, Jugendstück mit Musik, 1991, neu überarbeitet 1994, aufgeführt (in gekürzter Form) Schultheater-Festival 1992 Graz (durch Schülergruppe des BORG Monsbergergasse)
- „Die Ötzi-Tat“ oder 'Vom Eise befreit'. Satirisches Theaterstück, 1992/93. Selbst zur Aufführung gebracht mit Dorothee Steinbauer/Wolfgang Dobrowsky.
- „Frühstück mit Johnny“ 1999
- „Der Geldscheißer“, Stück für Kinder ab 10 Jahren, 2000

## Tonträger
- „Gesammelter Unrat“, Die Blauen Engel 1997
- „Los Tabulos“, aufgenommen in Xalapa/Mexico, mit Stefan Oser, Adolpho Alvarez und zahlreichen anderen mexikanischen Musikern, 1999
- „Schöne Bescherung“, Die Blauen Engel 2007

## Bücher
- „Berührt, weil geschüttelt. Ein Almanach nicht nur der österreichischen Schüttelreim-Szene“, herausgegeben von Simon Pichler, Verlag ÖKA, Graz 2017, ISBN 978-3-9501427-9-2[2]
- „Galanacht des Schüttelreims“. MAD-Verlag Wien 2009, ISBN 978-3-9502721-2-3
- „Nackte zahlen“ mit Leo Lukas, MAD-Verlag Wien, ISBN 978-3-9502721-8-5
- „Die Kriminelle Energie“ mit Leo Lukas, MAD-Verlag Wien, ISBN 978-3-9503146-2-5

## Hörspiele
- „D'Ehre, Teddybär“, mit Leo Lukas, ORF 1994

## Periodische Publikationen
- 1992–1997 monatliche satirische Glosse in Courage, Zeitschrift zur Verbreitung unterbliebener Nachrichten, Graz
- Reisejournalistische Artikel im Reisemagazin, Wien, von 2002 bis 2006